# The 40 Year Old Virgin
The 40 Year Old Virgin er en amerikansk komediefilm fra 2005 instrueret, produceret og skrevet af Judd Apatow. I hovedrollen er Steve Carell (der også har bidraget til manuskriptet), som den fyrreårige jomfru Andy.

## Medvirkende
- Steve Carell
- Catherine Keener
- Paul Rudd
- Romany Malco
- Seth Rogen
- Elizabeth Banks
- Jane Lynch
- Gerry Bednob
- Jonah Hill
- Mindy Kaling
- Loudon Wainwright III